# Memecylon sessilifolium
Memecylon sessilifolium är en tvåhjärtbladig växtart som beskrevs av Elmer Drew Merrill. Memecylon sessilifolium ingår i släktet Memecylon och familjen Melastomataceae. Inga underarter finns listade i Catalogue of Life.